# Pavel Bradík
Pavel Bradík (* 11. února 1950, Zlín) je český regionální politik ODS, v letech 2000 až 2008 hejtman Královéhradeckého kraje.

## Vzdělání a profesionální kariéra
Vystudoval Střední elektrotechnickou školu. V 70. a 80. letech pracoval jako ekonom a ekonomický náměstek v Drůbežářských závodech Černožice a při zaměstnání vystudoval Vysokou školu ekonomickou v Praze. V roce 1992 působil jako vedoucí finančního referátu.

## Politická kariéra
Od roku 1997 byl přednostou Okresního úřadu v Hradci Králové. V letech 2000 až 2008 zastával funkci hejtmana Královéhradeckého kraje za ODS. V krajských volbách v říjnu 2008 se neúspěšně ucházel o obhájení postu hejtmana.

## Další
Pavel Bradík je dále členem Rotary klubu a správní rady UHK – Univerzity Hradec Králové. Volný čas tráví četbou, návštěvami divadla, poslechem hudby a zahrádkařením. Pavel Bradík je ženatý a má 3 děti.

## Kritika
V únoru 2009 zveřejnil Krajský úřad Královéhradeckého kraje dodatek obchodní smlouvy se společností Immorent, který vlastní budovu, jež kraj postupně splácí. Podle ní byl nábytek pro budovu značně předražen, a proto krajský úřad začal podezřelé ceny analyzovat. Smlouvu o cenách nábytku podepsal s firmou Immorentem Pavel Bradík v době, kdy byl krajským hejtmanem.